# 麥克米倫鎮區 (密歇根州昂托納貢縣)
麥克米倫鎮區（英語：McMillan Township）是位於美國密歇根州昂托納貢縣的一個行政鎮區。

## 地方資料
麥克米倫鎮區的面積為182.60平方千米，當中陸地面積為182.40平方千米，而水域面積為0.20平方千米。根據2020年美國人口普查的數據，當地共有人口406人，而人口密度為每平方千米2.22人。